# Glossodia minor
Glossodia minor är en orkidéart som beskrevs av Robert Brown. Glossodia minor ingår i släktet Glossodia och familjen orkidéer. Inga underarter finns listade i Catalogue of Life.

## Bildgalleri

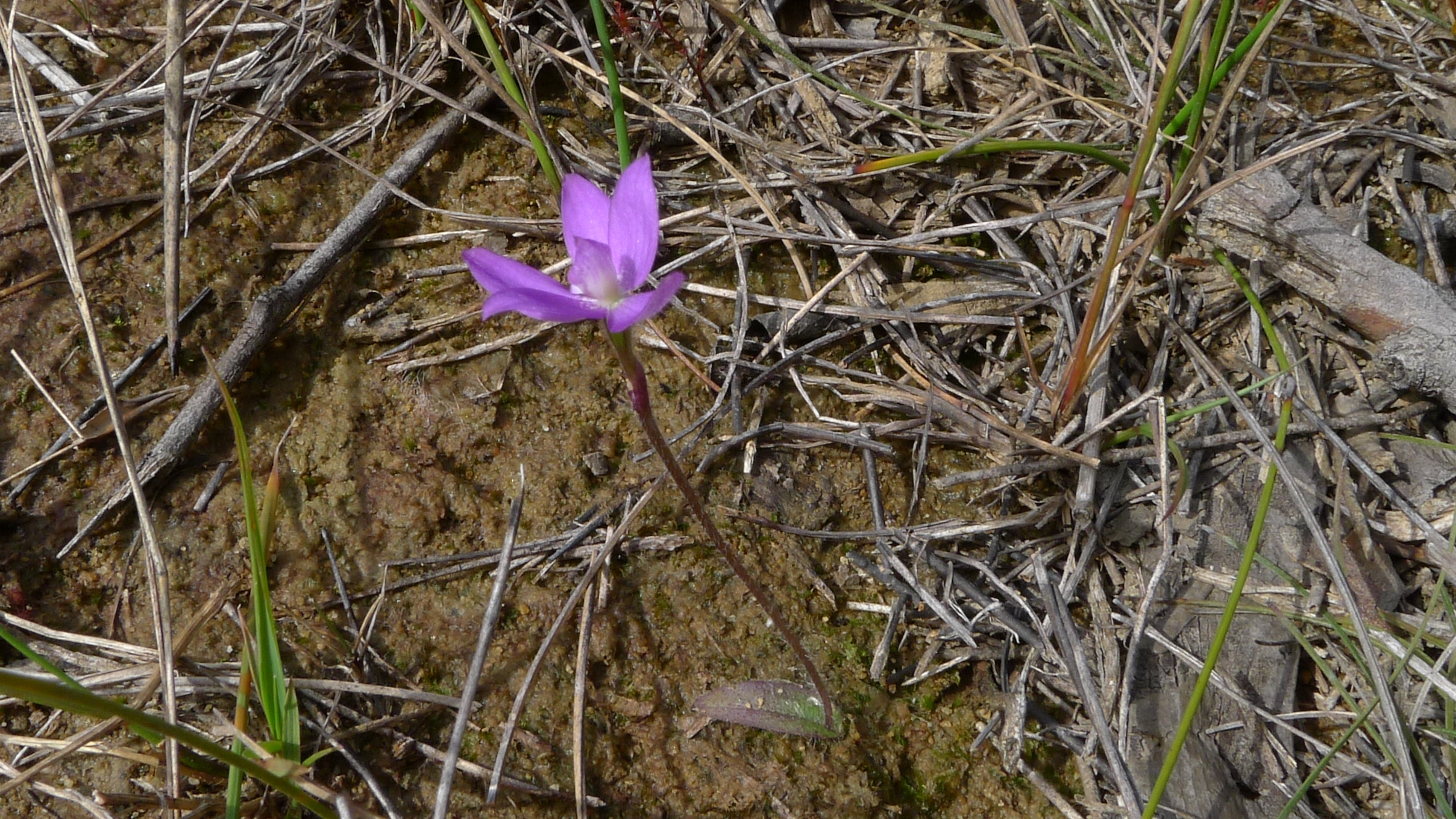
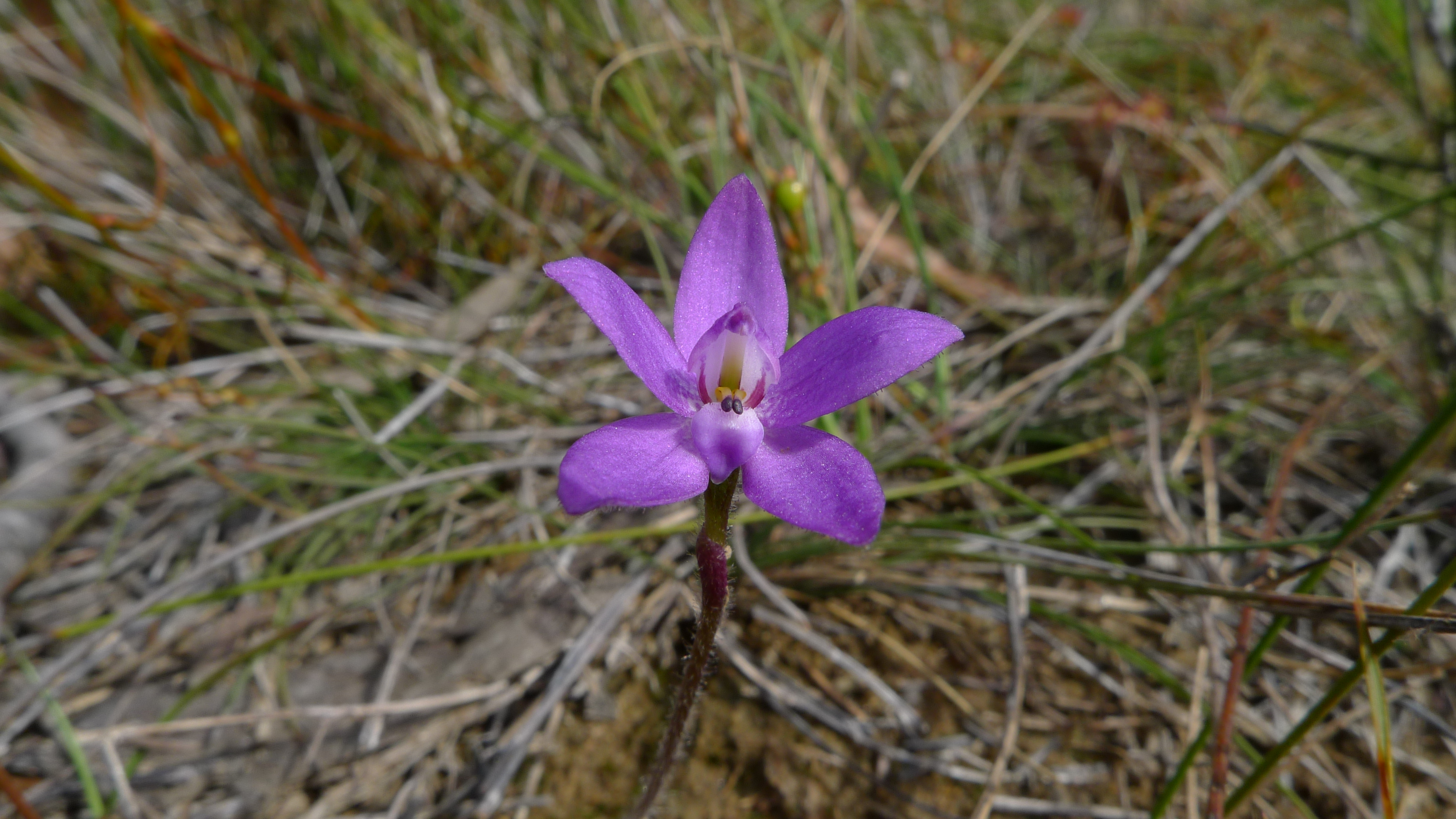
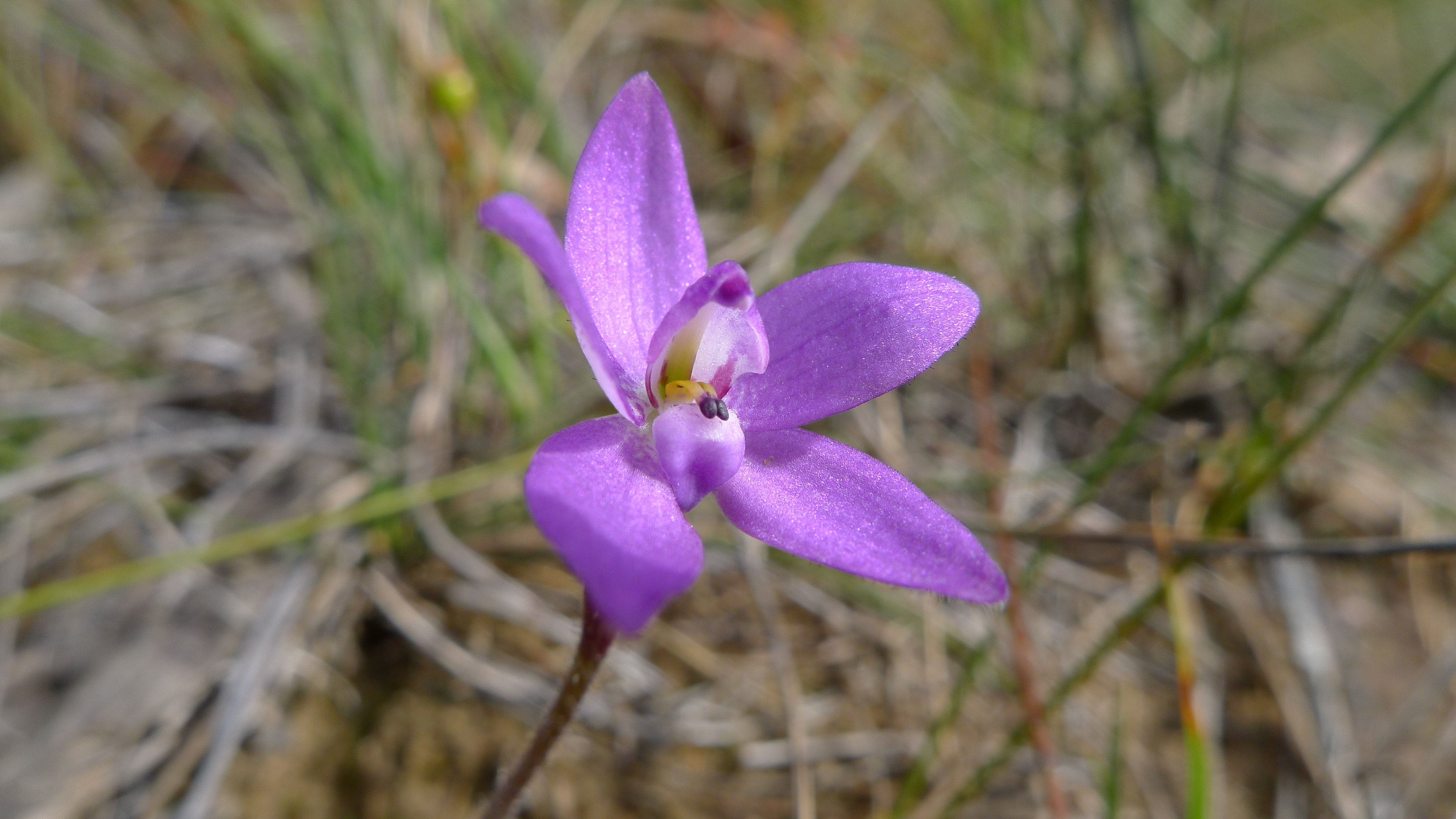
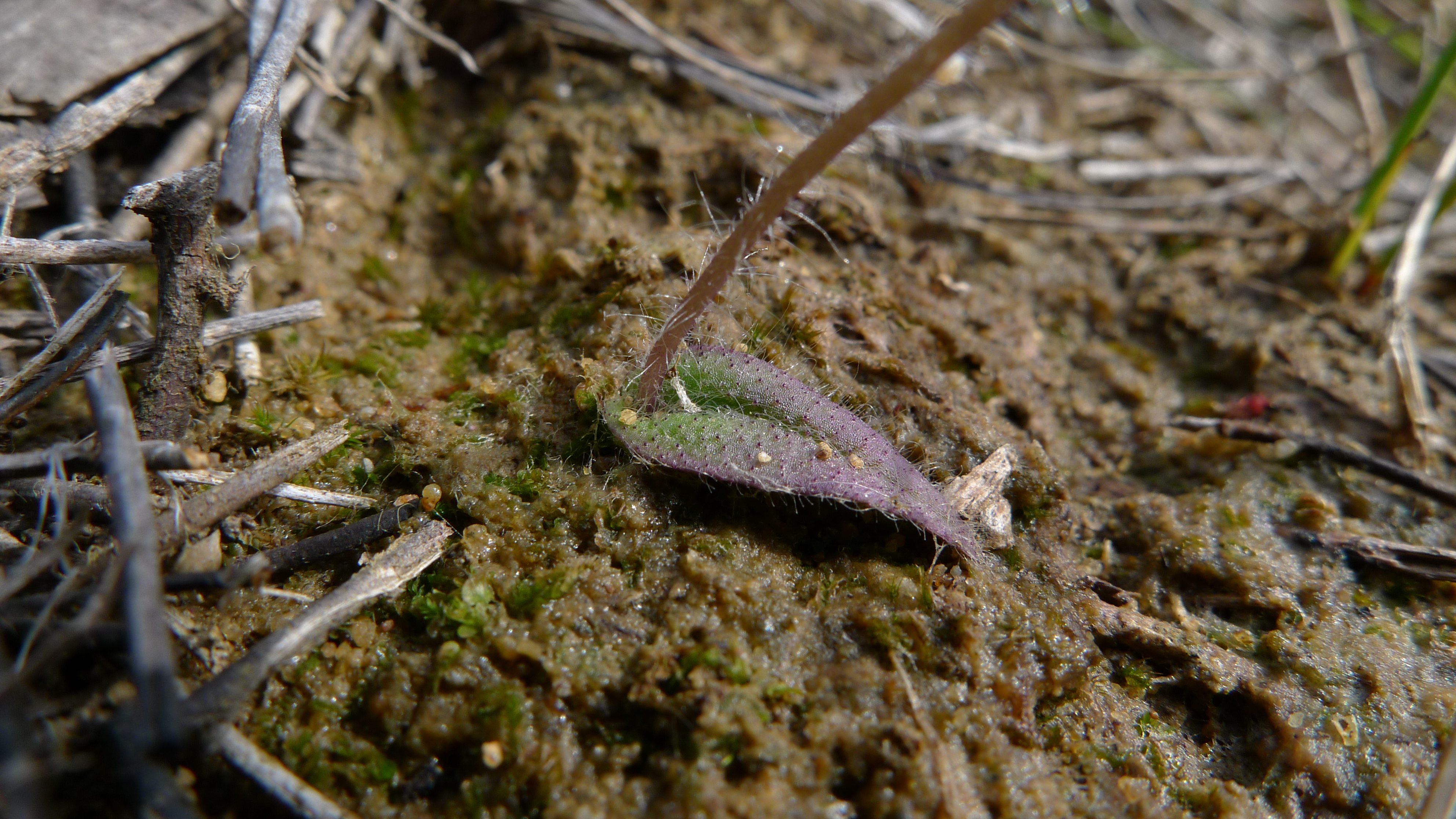
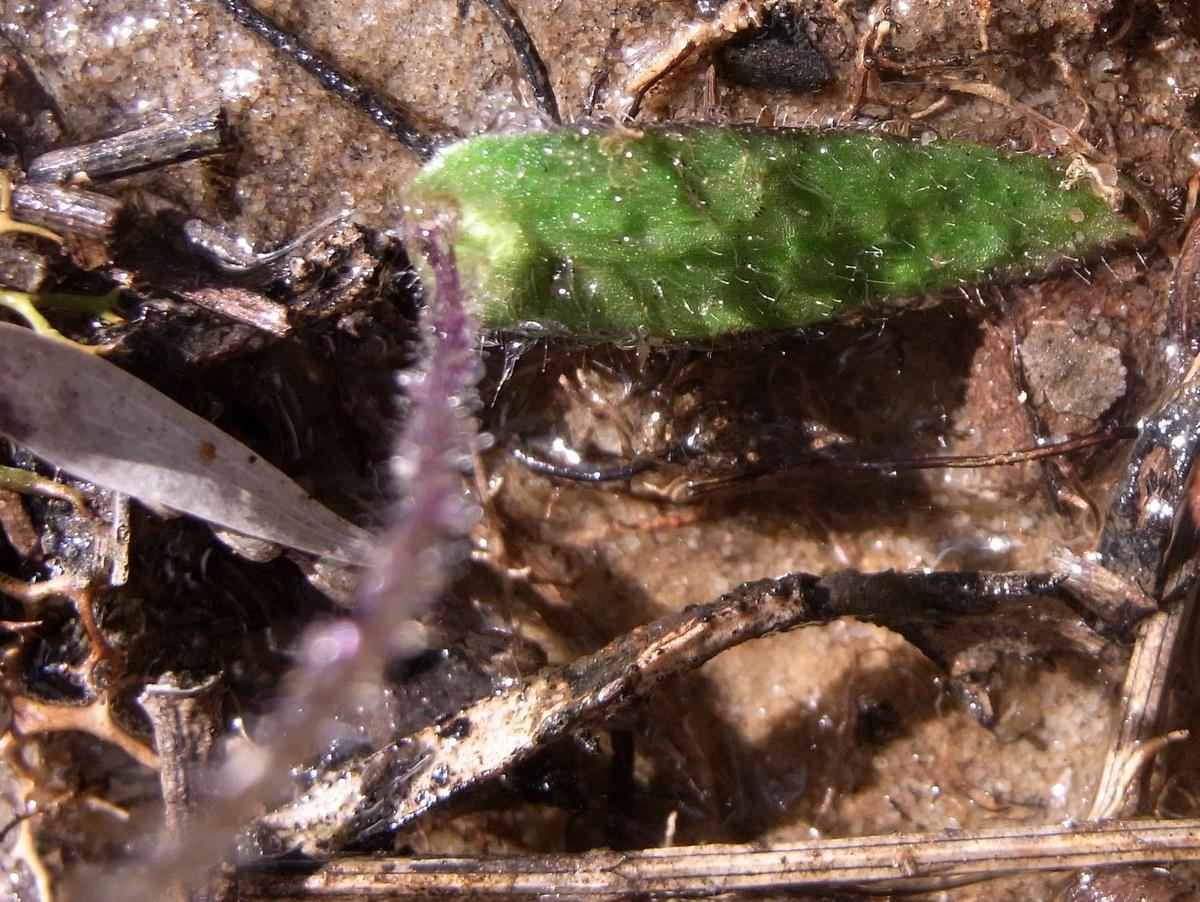